# Matelea foetida
Matelea foetida är en oleanderväxtart som först beskrevs av August Heinrich Rudolf Grisebach, och fick sitt nu gällande namn av C.Ezcurra och Belgrano. Matelea foetida ingår i släktet Matelea och familjen oleanderväxter. Inga underarter finns listade i Catalogue of Life.